# Intihuatana

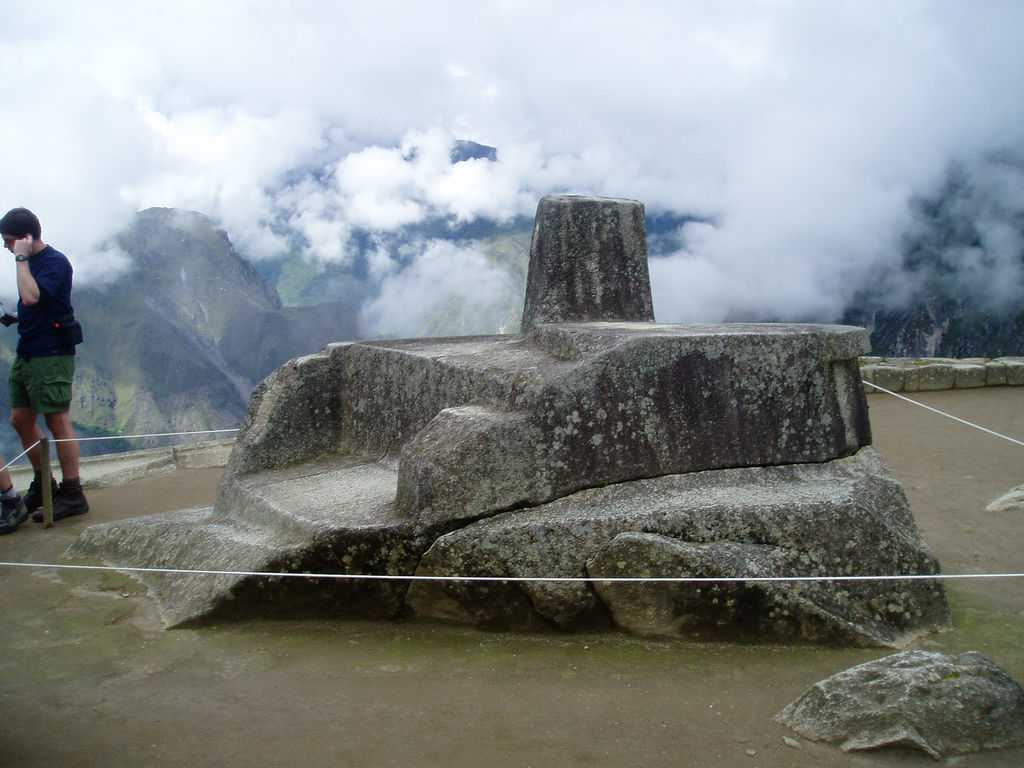
Intihuatana w Machu Picchu

Intihuatana – rytualny kamień w Ameryce Południowej związany z zegarem astronomicznym lub kalendarzem Inków. Jego nazwa pochodzi z języka keczua i oznacza tarczę wiążącą słońce. Najbardziej znanym stanowiskiem Intihuatany jest stanowisko archeologiczne znajdujące się w Machu Picchu w Peru. Poza Machu Picchu stanowisko zegara słonecznego Intihuatana występuje w miejscowości Písac. Ich główną rolą była obserwacja położenia Słońca w czasie równonocy wiosennej i równonocy jesiennej.
Stanowisko Intihuatany w Machu Picchu zostało uszkodzone w 2000 roku, kiedy to na skutek upadku żurawia fotograficznego podczas kręcenia reklamy piwa, odłupał się fragment granitowej tarczy.